# Mercedes-Benz W126
Automobilele Mercedes-Benz W126 au fost o serie de mașini S-Class, produse de Mercedes-Benz între anii 1979 și 1992. Lansată în septembrie 1979, ca succesor al Mercedes-Benz W116, aceasta a fost a doua generație de vehicule care au primit această denumire, ca prescurtare de la „Sonderklasse” sau „clasă specială”. Ca elemente inovative, acestea erau dotate cu numeroase elemente de siguranță marca Mercedes, printre care și primele centuri de siguranță cu pretensionare.
Inițial, autovehiculele W126 erau produse numai cu motorizare cu 6 cilindri în linie V8, turbo-diesel, și caroserii tip sedan. Versiunea C126 coupe cu 2 uși, a fost lansată în septembrie 1981.
Perioada de producție a acestui model, de 12 ani, între 1979 și 1992 (producția a continuat chiar până în 1994 în Africa de Sud), a fost cea mai lungă, după cea a primei serii de mașini S-Class, lansată la mijlocul anilor 1950, cu variantele 300S și 300Sc.

## Istoric

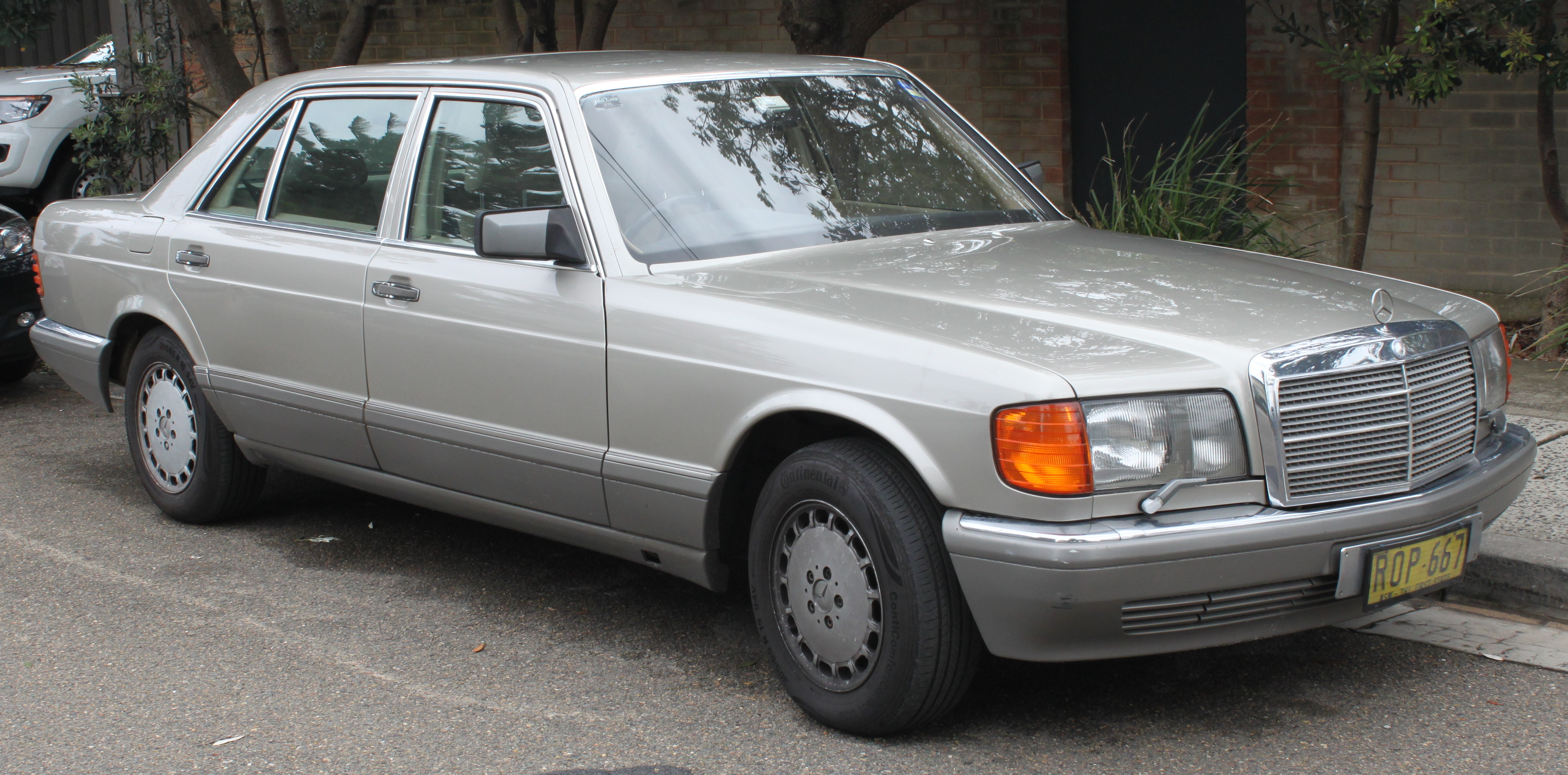

După lansarea seriei W116, de la începutul anilor 1970 (care includea și ediția limitată Mercedes-Benz 450 SEL 6.9), Mercedes a demarat proiectarea unei noi generații S-Class în luna octombrie a anului 1973. Sub denumirea de „Proiect W126”, acesta avea obiective bine definite: o mașină care șă ofere mai mult confort, o manevrabilitate mai ușoară și un consum mai mic. Acestea aveau ca finalitate menținerea autovehiculelor S-Class în fruntea clasamentului de vânzări, ca cel mai bine vândut sedan de lux din lume. Pentru Mercedez Benz reducerea consumului constituia o prioritate, chiar și pentru versiunile cu motorizare V8, de mare capacitate, a seriei S-Class. 
În ceea ce privește designul caroseriei, obiectivul principal al echipei de proiectare a modelului W 126, condusă de Bruno Sacco, era acela de a crea o mașină mai elegantă și mai aerodinamică decât seria anterioară. Folosirea materialelor și a aliajelor mai ușoare, împreună cu testările eficiente, garantau un consum cu 10% mai mic față de cel al predecesorului său. 
După 6 ani de dezvoltare, Mercedes-Benz W 126 a fost prezentat oficial la Internationale Automobil-Ausstellung, la Frankfurt, în septembrie 1979. Seria inițială includea 7 modele standard (SE S-Klasse-Einspritzmotor, SD S-Klasse-Diesel, și cu ax alungit, tip sedan (SEL, SDL): modele 280 SE/SEL, 380 SE/SEL, 500 SE/SEL ȘI 300 SD. Modele cu ax alungit (SEL) au primit denumirea tehnică de V126, dar aceasta nu era cunoscută publicului larg. În 1981, versiunea coupe C126 (SEC-acronim folosit pentru denumirea din limba germană – S-Klasse-Einspritzmotor-Coupe) a W126 S-Class a fost lansată la IAA, împreună cu Mercedes-Benz 500 SEC. În același an, Wheels Magazine a desemnat Mercedes-Benz W126 380 SE ca fiind mașina anului.
Cu toate că modelul de top al generației trecute, Mercedes-Benz 450SEL 6.9 a fost complet înlocuit, noul W126 a păstrat suspensiile hidropneumatice ale motorizării 6.9, ca o opțiune disponibilă pentru modelul 500SEL și, mai târziu, pentru 420SEL și 560SEL.
La patru ani de la inițierea Energy Program pentru producerea mașinilor cu un consum mic de combustibil, întreaga serie de autovehicule a fost retrasă complet de piață. În septembrie 1985 seria a fost prezentată din nou la IAA Frankfurt. În afară de schimbările vizibile aduse barelor de protecție, parasolarelor și utilizarea unor noi aliaje, modificările aduse pe partea de motorizare erau destul de notabile. Noutatea consta în adăugarea a două noi modele de motoare V8 cu 6 cilindri de 4.2 și 5.6 litri, dar și în îmbunătățirea celor deja existente.
Generația W126 a fost înlocuită de noul W140 în 1991, deși este cunsocut faptul că o fabrică asociată din Africa de Sud a continuat producția până în 1994. Diferitele variante de caroserii ale W126 S-Class au atins împreună un total de 892 123 de mașini vândute (din care 818 063 Sedan, și 74 060 Coupe), ceea ce a făcut ca W126 să fie cea mai populară generație S-Class produsă de Mercedes vreodată.

## Stilizare
Din 1973 până în 1975, designerii Mercedes au lucrat la ceea ce avea să fie succesorul lui W116. După prezentarea mai multor concepte, în decembrie 1975,  designul noului W126 a fost aprobat în 1976. Imediat după aceasta, s-au demarat lucrările pentru designul variantei Coupe, aceasta fiind finalizată în 1977. Ulterior Facelift Mercedes 560 SEL(V126) tendițele de design adoptate pentru acest model aveau să predomine în crearea mai multor modele ulterioare, în anii '80. În comparație cu predecesorul său, W116, noul model avea o construcție mai aerodinamică, ba chiar a fost primul sedan produs de Mercedes care nu era dotat cu clasicele bare de protecție cromate.  În schimb, s-au folosit bare de protecție modelabile, din poliuretan, care se potriveau perfect cu celelalte accesorii ale autovehiculului. Pe 3 martie 1977 și, ulterior, pe 6 septembrie 1977,  Mercedes a solicitat brevet de patentare a designului, la Oficiul de Brevetare al SUA.

## Modele

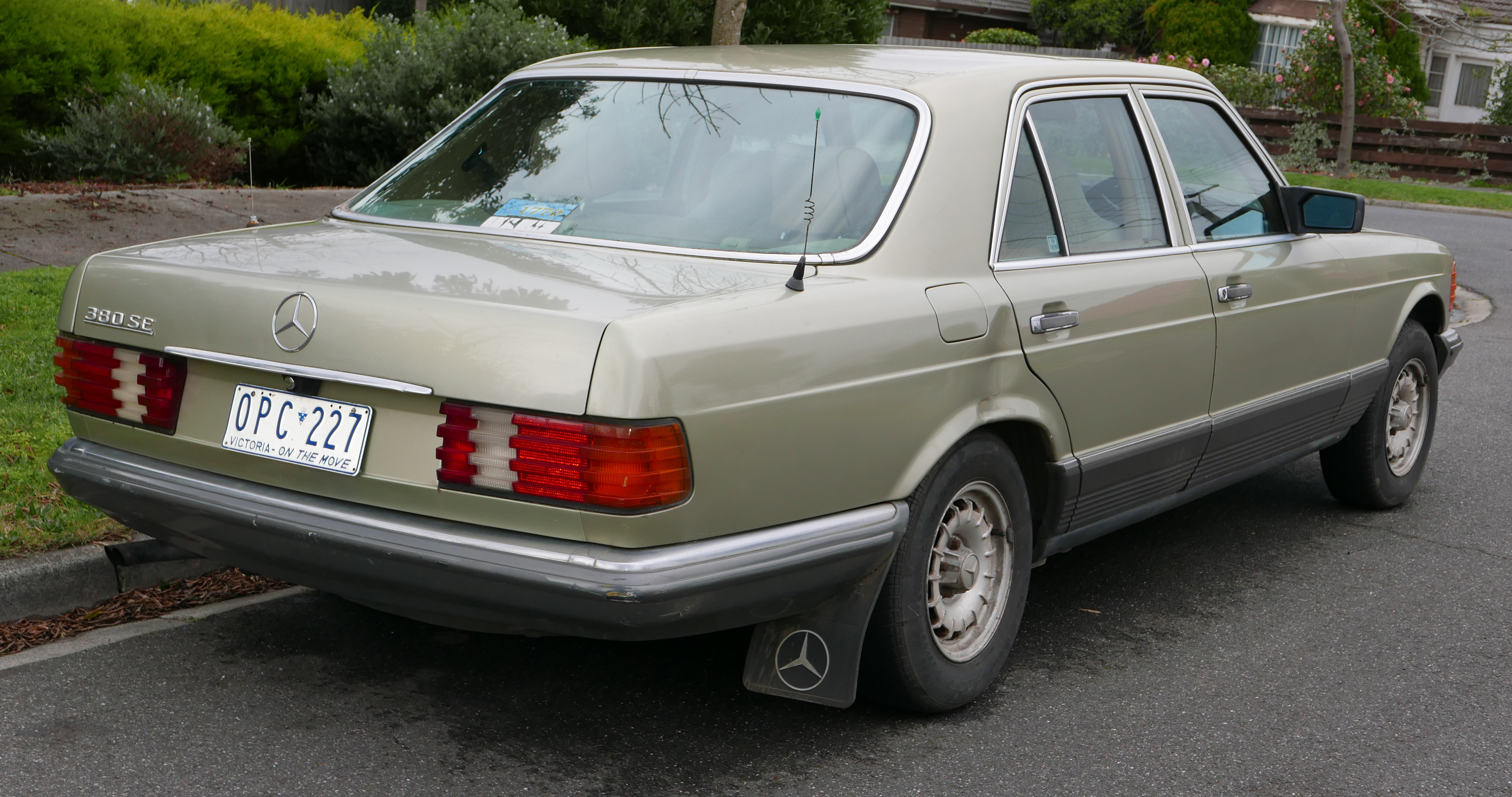
Pre-facelift Mercedes-Benz W126 380 SE (versiune ax scurt)

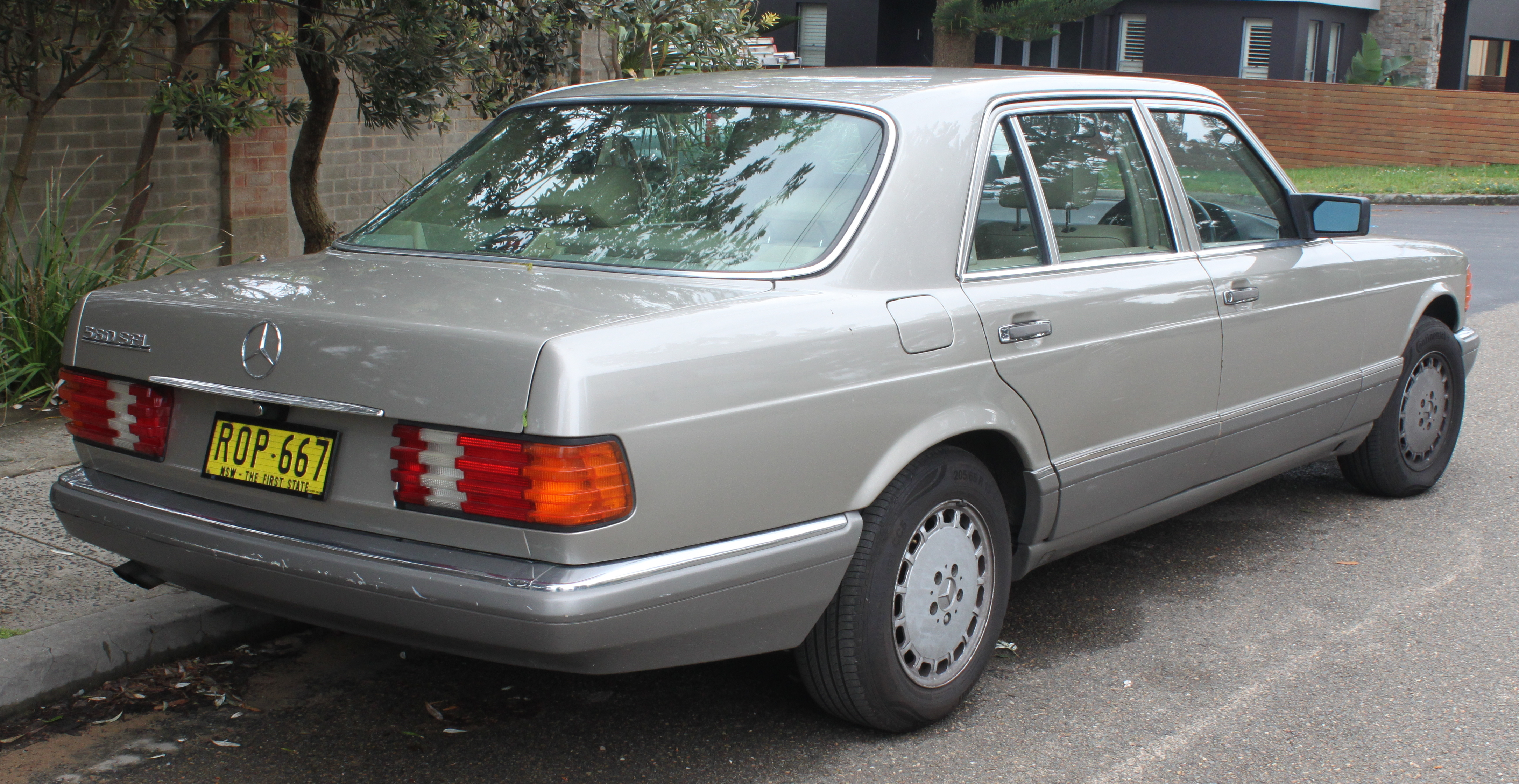
Facelift Mercedes-Benz 560 SEL V126 (versiune ax lung)

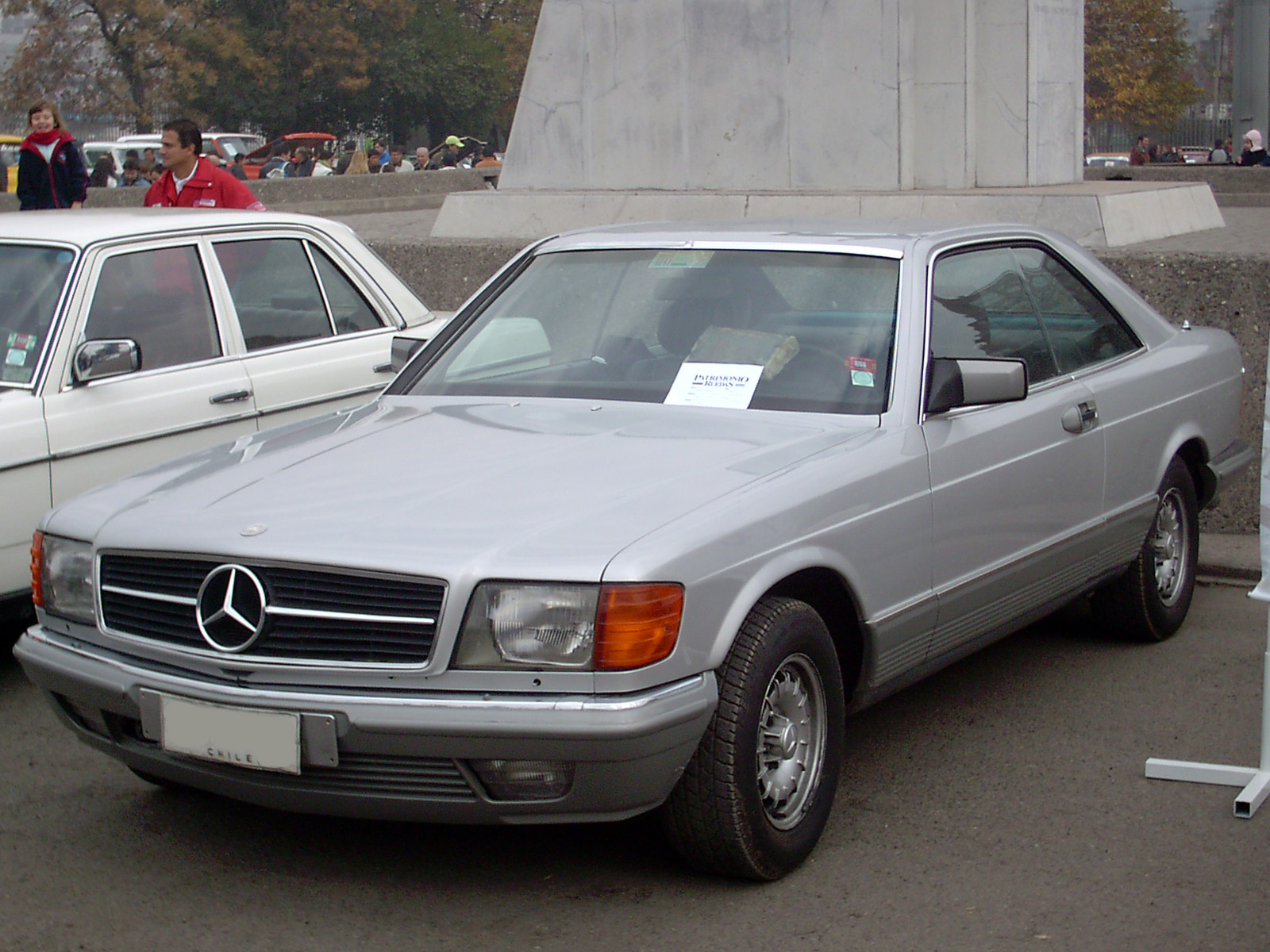
Pre-facelift Mercedes-Benz C126 SEC (coupe)

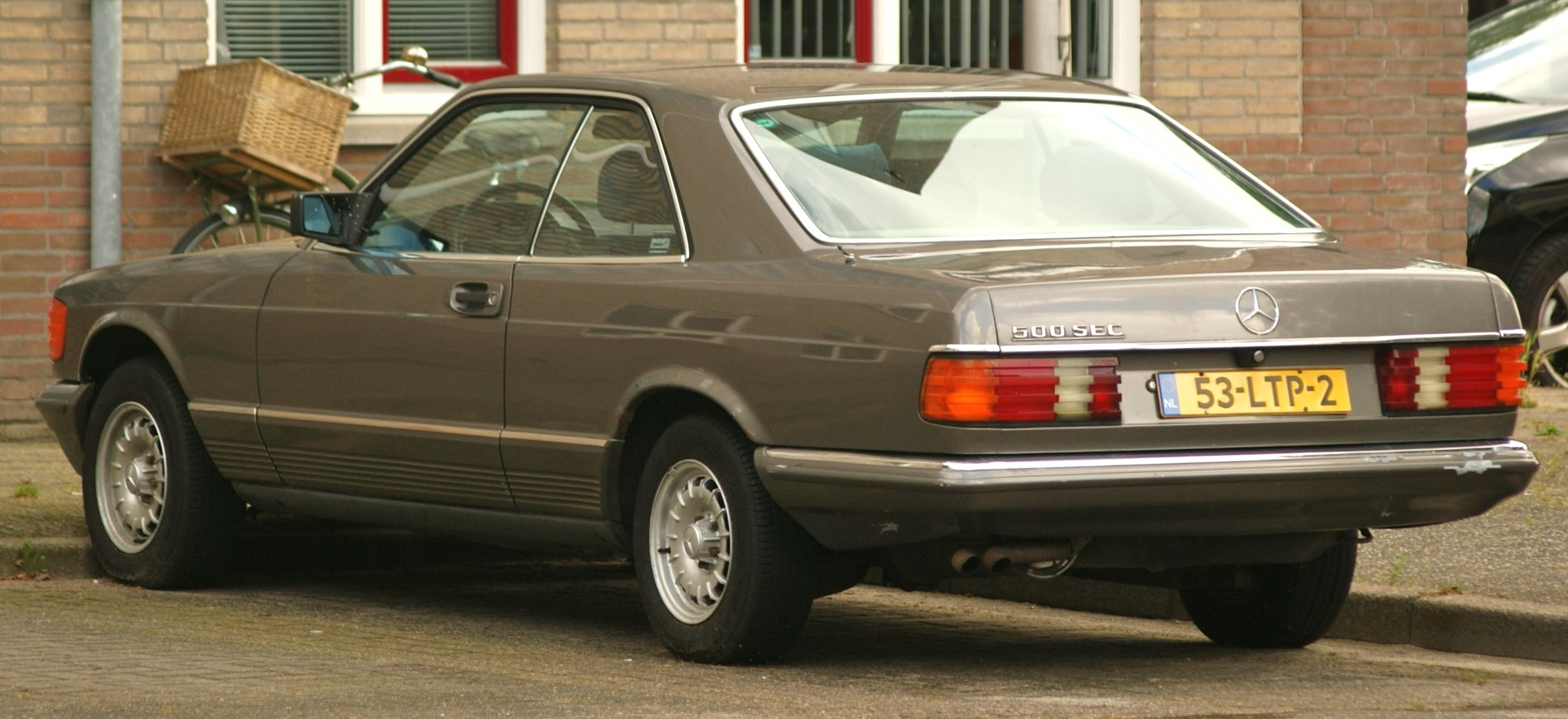
Pre-facelift Mercedes-Benz C126 SEC (coupe)

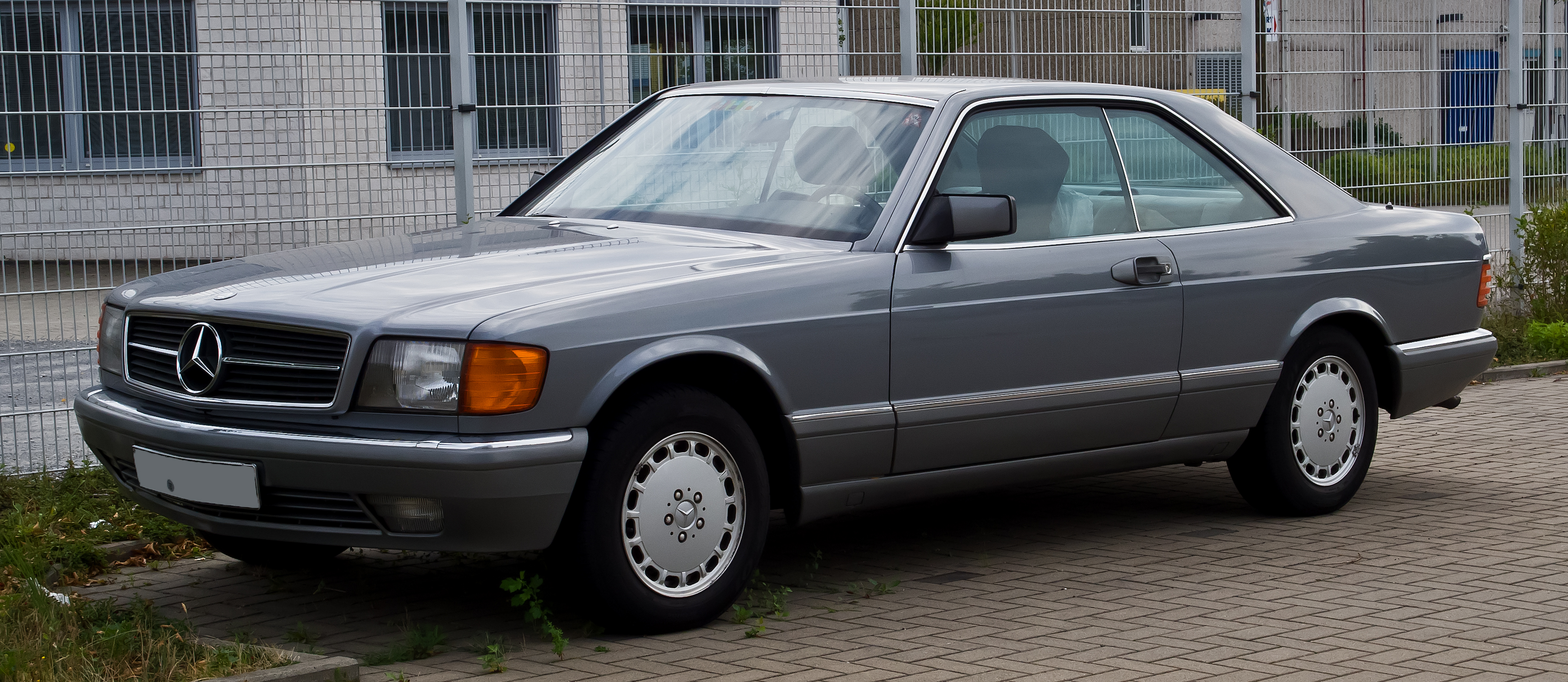
Facelift Mercedes-Benz C126 SEC (coupe)

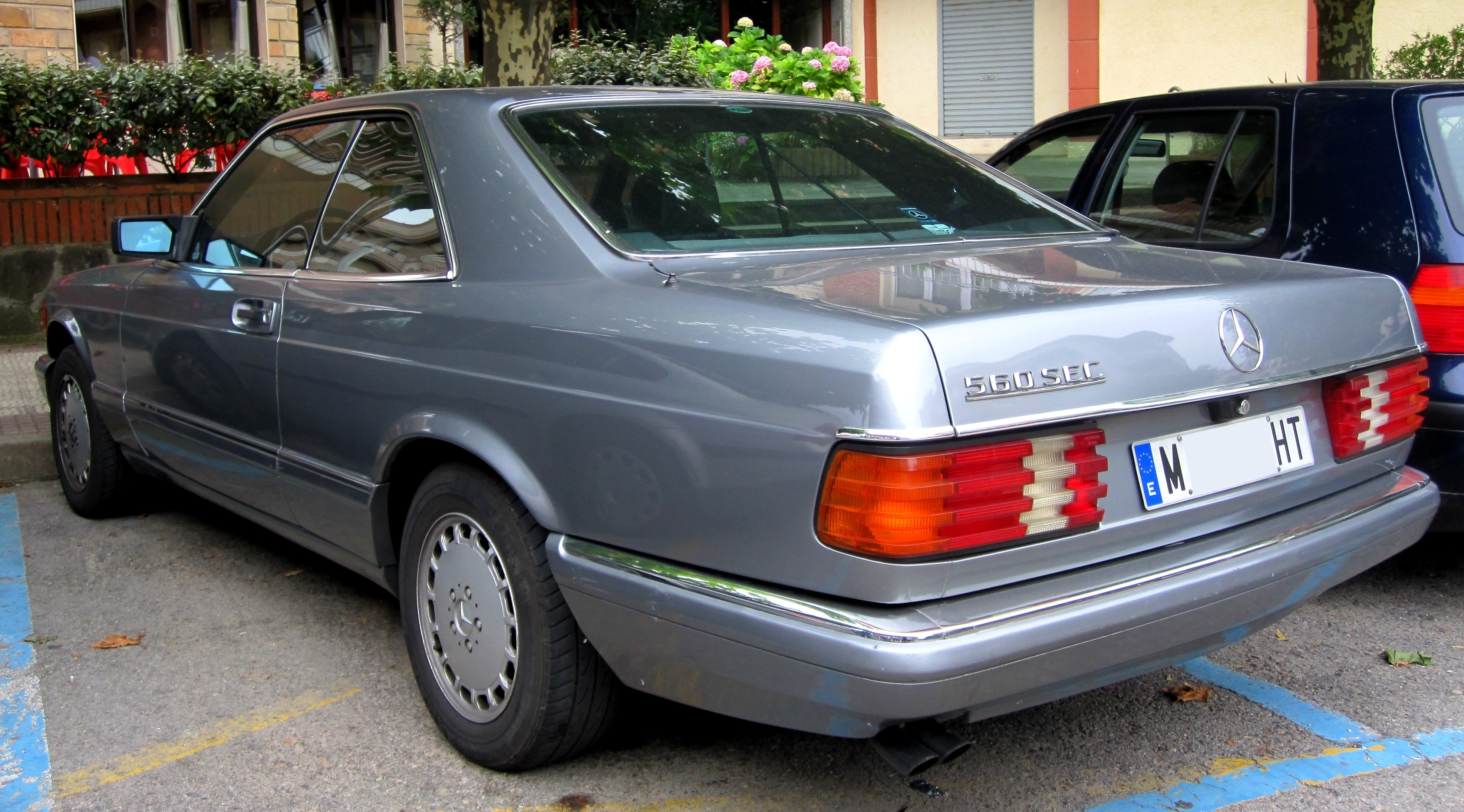
Facelift Mercedes-Benz C126 SEC (coupe)

Gama de autovehicule W126 (cu denumirile aferente capacității motorului) era alcătuită inițial din modelele de serie 280, 300, 380 și 500. După retragerea, și reintroducerea generației S-Class, aceasta includea modelele 260, 300, 350, 420, 500 și 560. Variantele disponibile se rezumau la SE (cu lungime axială medie), SEL (cu ax alungit), și variantele Diesel (SD și SDL).
| Perioadă     | Model        | Șasiu        | Motor                        | Piață                      | Nr. unități    |
| ------------ | ------------ | ------------ | ---------------------------- | -------------------------- | -------------- |
| 1979–1985    | 280 S        | W126.021     | M110.924 2.8 L I6 carburator | Indisponibil in US         | 42,996         |
| 1979–1985    | 280 SE       | W126.022     | M110.987 2.8 L I6            | Indisponibil in US         | 133,955        |
| 1979–1985    | 380 SE       | W126.032     | M116.963 3.8 L V8            |                            | 58,239         |
| 1979–1985    | 500 SE       | W126.036     | M117.963 5.0 L V8            | Indisponibil in US & AU    | 33,418 (79–91) |
| 1980–1985    | 280 SEL      | W126.023     | M110.987 2.8 L I6            | Indisponibil in US         | 20,655         |
| 1980–1985    | 300 SD       | W126.120     | OM617.951 3.0 L I5           | Disponibil doar in US & CA | 78,725         |
| 1980–1985    | 380 SEL      | W126.033     | M116.963 3.8 L V8            |                            | 27,014         |
| 1980–1985    | 500 SEL      | W126.037     | M117.963 5.0 L V8            |                            | 72,733 (80–91) |
| 1980–1985    | 500 SEC      | W126.044     | M117.963 5.0 L V8            |                            | 30,184 (80–91) |
| 1981–1985    | 380 SEC      | W126.043     | M116.963 3.8 L V8            |                            | 11,267         |
|              |              |              |                              |                            |                |
| 1985–1991    | 260 SE       | W126.020     | M103.941 2.6 L I6            | Indisponibil in US & AU    | 20,836         |
| 1985–1991    | 300 SE       | W126.024     | M103.981 3.0 L I6            |                            | 105,422        |
| 1985–1991    | 420 SE       | W126.034     | M116.965 4.2 L V8            | Indisponibil in US         | 13,996         |
| 1985–1991    | 420 SEL      | W126.035     | M116.965 4.2 L V8            |                            | 74,017         |
| 1985–1991    | 420 SEC      | W126.046     | M116.965 4.2 L V8            | Indisponibil in US         | 3,680          |
| 1985–1991    | 500 SE       | W126.036     | M117.965 5.0 L V8            | Indisponibil in US         |                |
| 1985–1991    | 500 SEL      | W126.037     | M117.965 5.0 L V8            | Indisponibil in US         |                |
| 1985–1991    | 500 SEC      | W126.044     | M117.965 5.0 L V8            | Indisponibil in US         |                |
| 1985–1991    | 560 SEL      | W126.039     | M117.968 5.5 L V8            |                            | 75,071         |
| 1985–1991    | 560 SEC      | W126.045     | M117.968 5.5 L V8            |                            | 28,929         |
| 1985–1993    | 300 SEL      | W126.025     | M103.981 3.0 L I6            |                            | 40,956         |
| 1986–1987    | 300 SDL      | W126.125     | OM603.961 3.0 L I6           | Disponibil doar in US & CA | 13,830         |
| 1988–1991    | 560 SE       | W126.038     | M117.968 5.5 L V8            | Indisponibil in US & AU    | 1,251          |
| 1991         | 350 SD       | W126.134     | OM603.97 3.5 L I6            | Disponibil doar in US & CA | 2,066          |
| 1990–1991    | 350 SDL      | W126.135     | OM603.97 3.5 L I6            | Disponibil doar in US & CA | 2,925          |
| Saloon Total | Saloon Total | Saloon Total | Saloon Total                 | Saloon Total               | 818,105        |
| Coupe Total  | Coupe Total  | Coupe Total  | Coupe Total                  | Coupe Total                | 74,060         |

### Dimensiuni și masă
| Tip Caroserie     | Ax                  | Lungime                         | Lățime             | Înălțime                      | Masă totală         |
| ----------------- | ------------------- | ------------------------------- | ------------------ | ----------------------------- | ------------------- |
| Sedan (ax scurt)  | 2.935 mm (115,6 in) | 4.995–5.020 mm (196,7–197,6 in) | 1.820 mm (71,7 in) | 1.430–1.437 mm (56,3–56,6 in) | 1.600 kg (3.527 lb) |
| Sedan (ax lung)   | 3.075 mm (121,1 in) | 5.135–5.160 mm (202,2–203,1 in) | 1.820 mm (71,7 in) | 1.441 mm (56,7 in)            | 1.600 kg (3.527 lb) |
| Coupe             | 2.850 mm (112,2 in) | 4.910–4.935 mm (193,3–194,3 in) | 1.828 mm (72,0 in) | 1.406 mm (55,4 in)            | 1.610 kg (3.549 lb) |
| [ 3 ] [ 4 ] [ 5 ] |                     |                                 |                    |                               |                     |

## Particularități
Noile particularități / opțiuni de lux includeau numeroase dotări de siguranță, confort și tehnologice. Deși majoritatea acestora sunt disponibile pentru autovehiculele produse în prezent, fiecare dintre ele era considerată semnificativă în anii ’80. Felul armonios și practic în care acestea se îmbinau, precum și durabilitatea lor garantată, a adus puncte în plus pentru noul W126.

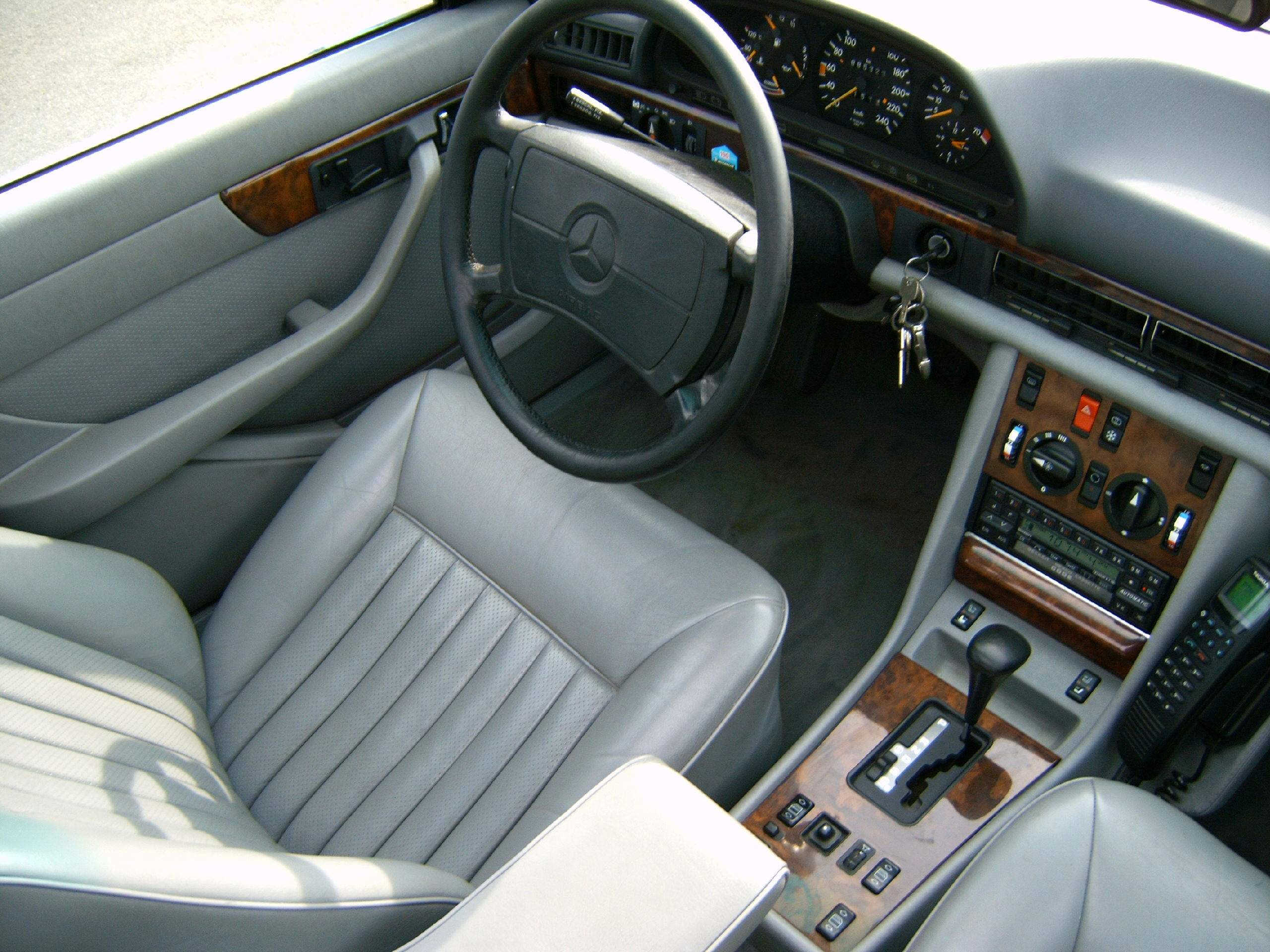
Interior

### Siguranță
Airbag-urile - opționale pentru protejarea pasagerului din drepta. Airbag-ul pentru șofer a fost lansat în anul 1981, acesta fiind opțional (însă devine o dotare standard, din 1985, la modelele 500 SEL și 500 SEC); iar airbag-ul pentru locul din dreapta a fost lansat în 1987, și a devenit disponibil din 1988, (fiind de asemenea opțional; din cauza costurilor acestuia, puține automobile W126 au primit această dotare). Începând cu anul 1989, airbag-ul pentru pasager a fost inclus ca opțiune standard pentru versiunea cu motorizare V8, vândută în SUA, iar în 1990 a fost votată ca dotare standard pentru toate modelele ce aveau să fie produse începând cu 1991.
Sistem de Control al Tracțiunii (TCS), folosit pentru prima dată de Mercedes. Disponibil numai pentru vehiculele de producție europeană din 1989, iar în 1991 acesta a devenit dotare standard pentru modelele 500 SEL și 500 SEC din SUA.
Pretensionarea pentru centurile de siguranță, sau ETR, permitea tuturor centurilor autovehiculului – cu excepția celei din mijloc-spate cu care erau dotate mașinile tip sedan – să se blocheze în poziție, în cazul în care erau sesizate anumite condiții care puteau duce la un accident, cum ar fi frânarea bruscă.
Sistemul Anti-Blocare la Frânare (ABS), după ce a fost utilizat în premieră de predecesorul lui W126, W116, a fost o dotare opțională până în 1986, cu excepția modelelor 500 SEL și 500 SEC pentru care era standard.
Suprafețele cutate, amplasate atât în partea din față, cât și în cea din spate a automobilului, absorbeau șocurile în caz de accident, și reduceau gradul de vătămare al ocupanților acestuia.
Stopurile canelate duceau mai departe designul inițiat odată cu lansarea lui W116, și ajutau la maximizarea vizibilității mașinii, chiar și în condiții meteo și de mediu nefavorabile.
Al treilea stop de frână. Începând cu anul 1986, modelele produse în SUA erau dotate cu un al treilea stop de frână, amplasat în centrul lunetei, ca o extra-măsură de siguranță. 
Folosirea aliajului dur de oțel (HSLA)în fabricarea automobilului.

### Confort și comoditate
Luminile ajutătoare montate pe partea de dedesubt a portierelor confereau pasagerilor o mai bună vizibilitate în întuneric la coborârea din mașină. Iar la modelele tip sedan, lămpile pentru citit amplasate în plafon erau orientate direct către ocupanții banchetei din spate, pentru a evita distragerea atenției conducătorului auto.  
Sistemul de încălzire al locurilor din față, cu opt trepte și două faze, avea două opțiuni ce permiteau memorarea poziției scaunului și a spătarului pentru confortul șoferului și a poziției scaunului pentru pasagerul din dreapta. Acesta era o dotare standard pentru modelele 560 SEL/SEC, și una opțională pentru celelalte versiuni.  
Sistemul „Chesterfield” cu două trepte de încălzire a banchetei din spate, care permitea ajustarea tetierelor în patru poziții distincte la modelele 500 SEL și 560 SEL.  
Ca o opțiune pentru modelele 500 SEL și 560 SEL, bancheta din spate putea fi dotată cu o cotieră din lemn de nuc, pentru confortul pasagerilor, reducând astfel ocupabilitatea mașinii la varianta 2 + 2.  
Sistemul de climatizare automat, care folosea un senzor interior de măsurare a temperaturii. Acest senzor era montat pe plafon, imediat lângă butonul de activare a trapei, astfel că atunci când trapa era deschisa, acesta detecta curentul de aer rece și regla degajarea căldurii din interior.  
Senzorul exterior de temperatură, cu display LCD, montat în consola automobilului, sub vitezometru, pentru a atenționa șoferul asupra condițiilor meteo. Acesta avea un indicator cu gradație Fahrenheit pentru modelele din SUA, și cu gradație Celsius pentru restul țărilor.

### Inovații tehnologice ale sistemului de propulsie
Transmisie automată în patru trepte, cu senzor topografic care monitoriza poziția vehiculului (fie în pantă ascendentă, sau descendentă) și poziția pedalei de accelerație. Rezultatul a fost capacitatea de a reduce accelerația în cazul coborârii unui deal, și menținerea poziției automobilului din clasa S, fără acționarea continuă a frânei, după oprirea acestuia, în cursul urcării unei pante. Transmisia era setată să pornească în treapta a doua, pentru a permite roților rotațiile necesare pentru un demaraj lin. Această opțiune de demaraj putea fi pornită sau oprită, dintr-un întrerupător cu care erau dotate mașinile de producție europeană, pentru se adapta unui condus de mare viteză, sau condusului specific condițiilor de iarnă.   
Seria W126 a păstrat sistemul de suspensii hidropneumatice cu senzor de egalizare al predecesorului său, W116 450 SEL 6.9. în cazul autovehiculelor tip sedan, erau disponibile 2 versiuni ale suspensiilor egalizatoare: suspensii hidraulice montate doar pe partea din spate, care foloseau două rezervoare de azot pentru a egaliza poziția mașinii, sau sistemul de suspensii hidraulice pentru toate cele 4 roți, care puteau fi ajustate în trei poziții distincte. Variantele coupe ale seriei veneau dotate din fabrică doar cu sistemul de suspensii hidraulice pentru partea din spate. În SUA, suspensiile egalizatoare pe spate erau o dotare standard pentru modelele 560 SEL și 560 SEC, și opționale pentru variantele 500 SEL și SEC. Sistemul de suspensii hidraulice pentru toate cele 4 roți nu a fost disponibil niciodată pentru mașinile vândute pe piața Nord-Americană.
Sistemul Cruise Control utiliza senzorul topografic al transmisiei, pentru a ajusta lubrifierea accelerației, reducând sau crescând nivelul acesteia, după caz, cu scopul de a menține viteza dorită. Rezultatu a fost un Sistem Cruise Contro care funcționa perfect, fără reducerea sau creșterea involuntară a vitezei, cauzată de poziția vehiculului în timpul mersului.

## Motorizare

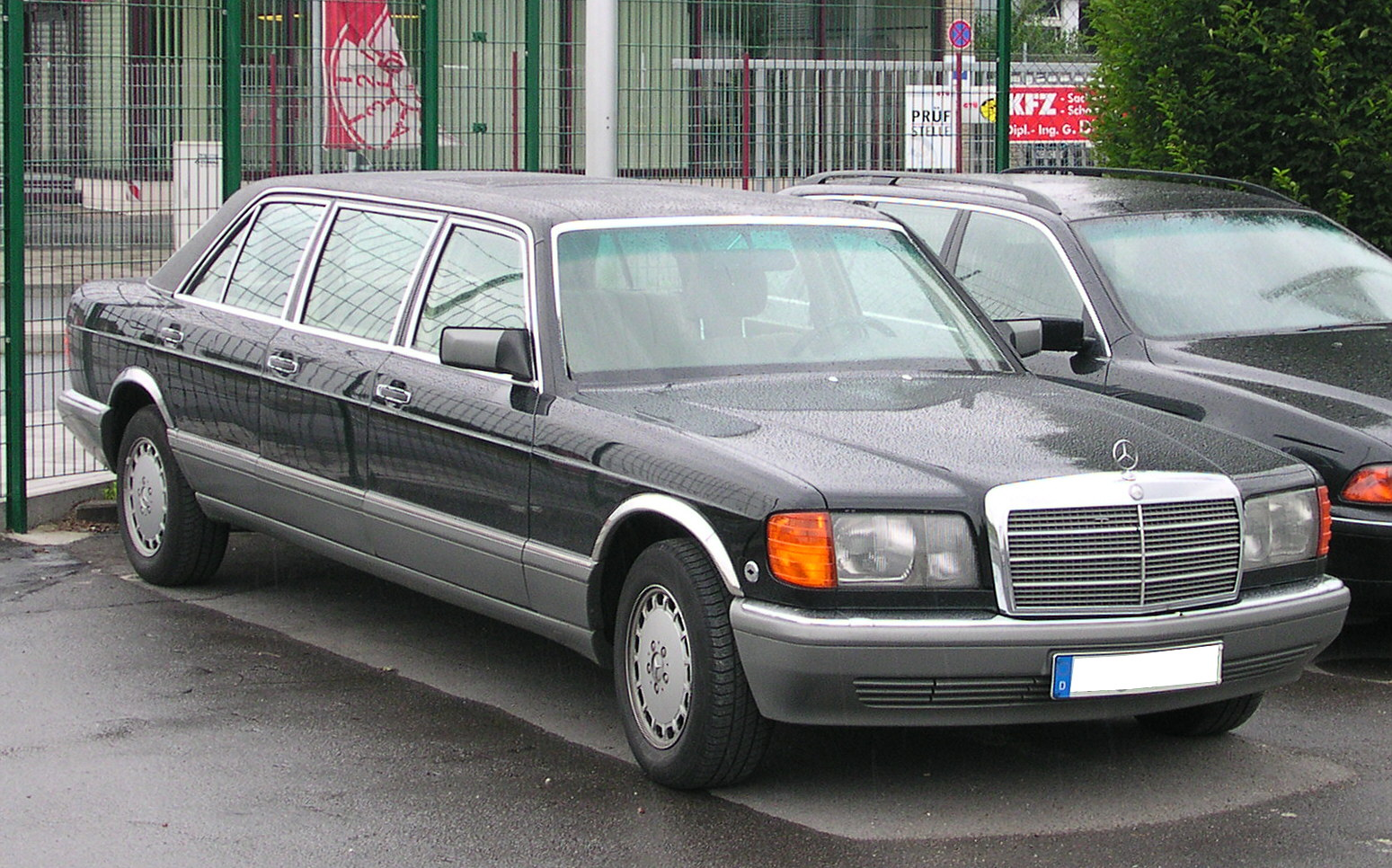
Mercedes-Benz W126 six-door stretch limousine

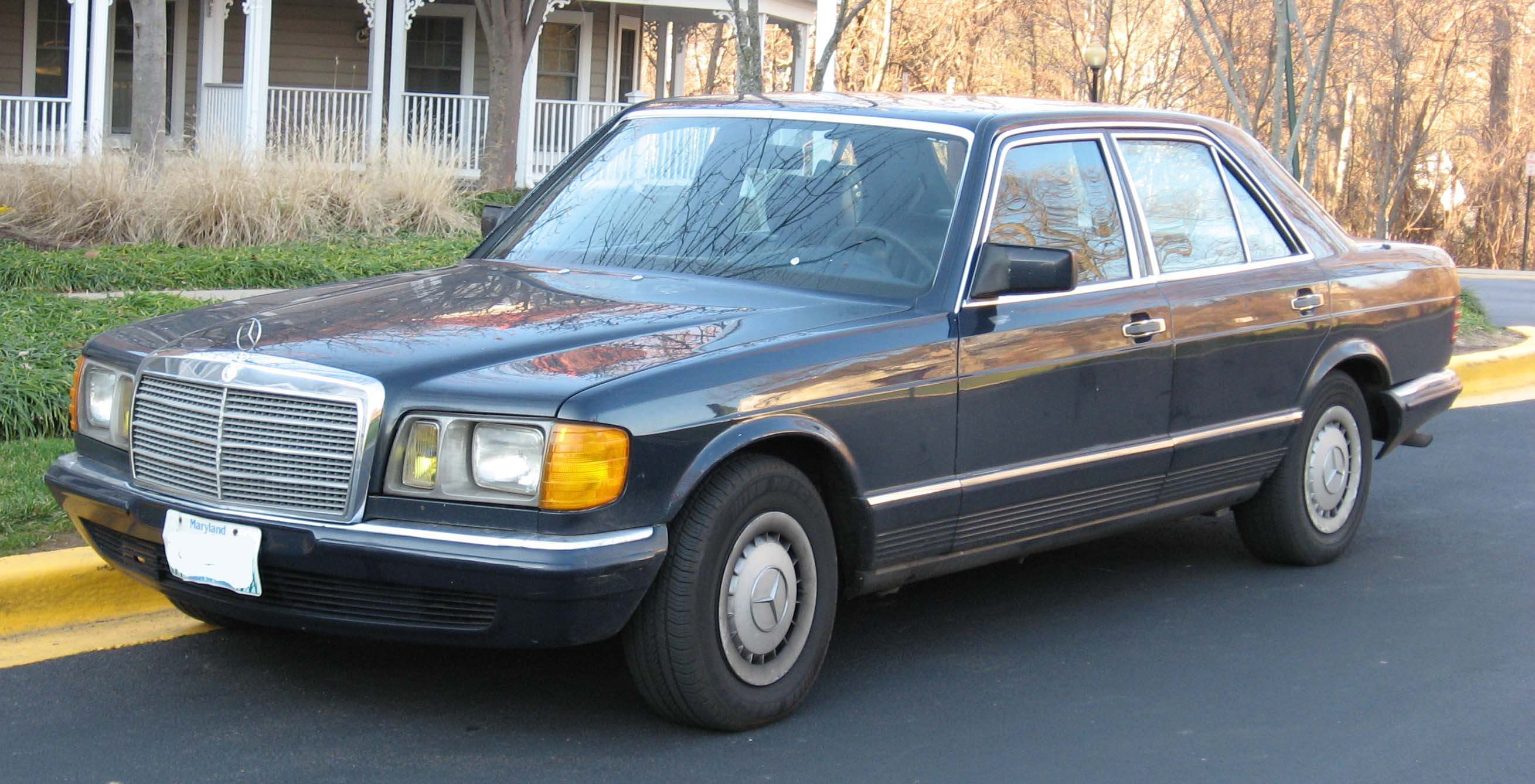
Mercedes-Benz 500 SE varianta americana

În septembrie 1985, două modele noi de motoare SOHC cu 6 cilindri, M103 (deja folosite pentru producția noii serii de automobile de mărime medie Mercedes-Benz W 124), au înlocuit motoarele M110 DOHC de 2.8 litri. Versiunea carburată a fost și ea înlocuită de un motor cu injecție de 2.6 litri, în timp ce motorul de 3.0 litri a înlocuit motorul M110 cu injecție. La fel de inovativ era și motorul V8 de 4.2 litri, creat pentru a înlocui versiunea de 3.8 litri, folosită pentru mașinile tip sedan, coupe și SL-Class din seria W 126. Motorul de 5.0 litri a fost modificat, fiind dotat cu aprindere electrică și injecție electro-mecanică, precum sistemul Bosch KE-jetronic. Puterea a crescut la 245 hp (183 kW). Începând cu luna septembrie a anului 1987, era disponibilă și o nouă versiune ECE a motorului V8 M117 de 5.0 litri, cu o putere de 265 hp (198 kW).
Motorul cu cea mai mare capacitate a fost versiunea V8 de 5.5 litri, care era o versiunea îmbunătățită a celui de 5.0 litri. O creștere a cursei pistoanelor a rezultat într-o nouă creștere a numărului de cai putere dezvoltați la 272 hp (203 kW). O versiune cu o compresie mai mare era de asemenea disponibilă, la cerere, care producea 300hp (220 kW). Aceasta putea fi achiziționată doar fără convertor catalitic. Dar chiar și așa, această versiune de motorizare ECE avea să îndeplinească cerințele privitoare la emisia de noxe a Comunității Europene.
Între 1981 și 1985, în America de Nord, a fost disponibilă și o versiune de 3.0 litri, cu 5 cilindri dipuși în serie. În 1986, modelul 300 SD a fost înlocuit de 300 SDL. Acesta făcea parte din a doua generație a seriei W 126. Motorul cu 5 cilindri a fost înlocuit de noua versiune cu 6 cilindri, și acesta era disponibil numai la automobilele cu ax prelungit. Noul motor avea o putere de 148 hp (110 kW), față de versiunea anterioară care dezvolta 125 hp (93 kW). Primele mașini cu filtru diesel de particule au apărut în 1986, în California, și ulterior, din 1987, toate vehiculele cu motor diesel ale producătorului au fost dotate cu acest nou tip de filtru. Acest filtru nu era suficient de rezistent la uzură, astfel că, mai târziu, a fost înlocuit de un catalizator diesel de oxidare.
| Motor                       | Cilindree | Putere                  | Cuplu               | 0–100 km/h | Viteză maximă      | Observații |
| --------------------------- | --------- | ----------------------- | ------------------- | ---------- | ------------------ | ---------- |
|                             |           |                         |                     |            |                    |            |
| Benzină                     |           |                         |                     |            |                    |            |
| 2.6 12V                     | I6        | 166 PS (122 kW; 164 CP) | 228 N·m (168 lb·ft) |            | 205 km/h (127 mph) | Din 1986   |
| 2.6 12V*                    | I6        | 160 PS (118 kW; 158 CP) | 220 N·m (162 lb·ft) |            | 205 km/h (127 mph) | Din 1986   |
| 2.8 12V carb.               | I6        | 156 PS (115 kW; 154 CP) | 223 N·m (164 lb·ft) | 11.0s      | 200 km/h (124 mph) | 1980–1985  |
| 2.8 12V inj.                | I6        | 185 PS (136 kW; 182 CP) | 240 N·m (177 lb·ft) | 10.0s      | 210 km/h (130 mph) | 1980–1985  |
| 3.0 12V*                    | I6        | 180 PS (132 kW; 178 CP) | 255 N·m (188 lb·ft) |            | 210 km/h (130 mph) | Din 1986   |
| 3.0 12V                     | I6        | 188 PS (138 kW; 185 CP) | 260 N·m (192 lb·ft) |            | 210 km/h (130 mph) | Din 1986   |
| 3.8 16V                     | V8        | 218 PS (160 kW; 215 CP) | 299 N·m (221 lb·ft) |            | 215 km/h (134 mph) | 1980–1981  |
| 3.8 16V                     | V8        | 204 PS (150 kW; 201 CP) | 315 N·m (232 lb·ft) | 9.3s       | 205 km/h (127 mph) | 1982–1985  |
| 4.2 16V*                    | V8        | 204 PS (150 kW; 201 CP) | 310 N·m (229 lb·ft) |            | 210 km/h (130 mph) | 1986       |
| 4.2 16V                     | V8        | 218 PS (160 kW; 215 CP) | 330 N·m (243 lb·ft) | 9.0s       | 218 km/h (135 mph) | 1986       |
| 4.2 16V*                    | V8        | 224 PS (165 kW; 221 CP) | 325 N·m (240 lb·ft) | 8.3s       | 218 km/h (135 mph) | Din 1987   |
| 4.2 16V                     | V8        | 231 PS (170 kW; 228 CP) | 335 N·m (247 lb·ft) | 8.1s       | 222 km/h (138 mph) | Din 1987   |
| 5.0 16V                     | V8        | 223 PS (164 kW; 220 CP) | 365 N·m (269 lb·ft) | 8.0s       | 220 km/h (137 mph) | Din 1986   |
| 5.0 16V                     | V8        | 240 PS (177 kW; 237 CP) | 402 N·m (297 lb·ft) |            | 225 km/h (140 mph) | 1980–1981  |
| 5.0 16V                     | V8        | 231 PS (170 kW; 228 CP) | 405 N·m (299 lb·ft) | 8.1s       | 220 km/h (137 mph) | 1982–1985  |
| 5.0 16V                     | V8        | 245 PS (180 kW; 242 CP) | 400 N·m (295 lb·ft) | 7.6s       | 230 km/h (143 mph) | 1986       |
| 5.0 16V*                    | V8        | 223 PS (164 kW; 220 CP) | 358 N·m (264 lb·ft) |            | 220 km/h (137 mph) | 1986       |
| 5.0 16V*                    | V8        | 252 PS (185 kW; 249 CP) | 390 N·m (288 lb·ft) | 7.5s       | 230 km/h (143 mph) | Din 1987   |
| 5.0 16V                     | V8        | 265 PS (195 kW; 261 CP) | 405 N·m (299 lb·ft) | 7.3s       | 235 km/h (146 mph) | Din 1987   |
| 5.5 16V*                    | V8        | 242 PS (178 kW; 239 CP) | 390 N·m (288 lb·ft) | 7.6s       | 228 km/h (142 mph) | 1986       |
| 5.5 16V*                    | V8        | 279 PS (205 kW; 275 CP) | 430 N·m (317 lb·ft) | 7.2s       | 240 km/h (149 mph) | Din 1987   |
| 5.5 16V                     | V8        | 272 PS (200 kW; 268 CP) | 421 N·m (311 lb·ft) |            | 250 km/h (155 mph) | 1986       |
| 5.5 16V RÜF                 | V8        | 299 PS (220 kW; 295 CP) | 456 N·m (336 lb·ft) |            | 250 km/h (155 mph) | Din 1987   |
| 5.5 16V ECE                 | V8        | 299 PS (220 kW; 295 CP) | 455 N·m (336 lb·ft) | 6.9s       | 250 km/h (155 mph) | 1986/87    |
|                             |           |                         |                     |            |                    |            |
| Diesel                      |           |                         |                     |            |                    |            |
| 3.0 TD                      | I5        | 125 PS (92 kW; 123 CP)  | 250 N·m (184 lb·ft) | 15.2s      | 175 km/h (109 mph) | 1980–1985  |
| 3.0 TD                      | I6        | 150 PS (110 kW; 148 CP) | 273 N·m (201 lb·ft) | 12.5s      | 195 km/h (121 mph) | 1986/87    |
| 3.5 TD                      | I6        | 136 PS (100 kW; 134 CP) | 310 N·m (229 lb·ft) | 13.0s      | 175 km/h (109 mph) | 1990/91    |
| * = versiune cu catalizator |           |                         |                     |            |                    |            |

## Versiuni speciale
AMG oferea kituri complete de modificare a caroseriilor tuturor versiunilor existente în seria W126, precum și un kit de mari dimensiuni pentru versiunea coupe. În plus, aceștia ofereau și diverse opțiuni de tunning pentru motoarele W126, cel mai cunoscut fiind DOHC 6.0 litri, care avea la bază versiunea standard de motorizare, 117.968. În plus, se ocupau și de modificarea transmisiei, din automată în manuală, opțiune solicitată foarte rar, și diferite console radio/TV.
Fabrica Trasco Bremen producea o versiune de limuzină alungită din seria W126, cunoscută și sub denumirea de 1000SEL.
Un număr destul de mare de producători de caroserii produceau mașini decapotabile, care aveau la bază versiunea coupe (SEC) a lui W126. Compania Caruna din Elveția producea și o variantă decapotabilă, cu 4 uși a modelului SEL din seria W126 (dar aceasta era dotată cu portiere spate mai mici, cele disponibile în versiunea standard a modelului SE). Un astfel de automobil se află încă în posesia familiei regale olandeze, aceștia folosind-o ca mijloc de transport la casa de vacanță din Italia, Porto Ecole.
Asemeni modelului actual S-Guard, și în trecut erau produse variante speciale ale lui W126 pentru transportul demnitarilor și președinților din întreaga lume. Cele mai des întâlnite modificări pentru astfel de mașini erau axul alungit, geamurile anti-glonț și caroseriile blindate.

## Raliuri
Două automobile 500 SEC modificate de AMG au participat la cursa 24 Hours de la Spa. Niciuna din cele două nu a ajuns la finiș: prima a avut probleme cu cutia de viteza, în timp ce a doua a suferit o defecțiune la axul din spate.

## Premii
Pe parcursul perioadei de producție, seria W126 S-Class a câștigat numeroase premii. În 1981, modelul W126 380 SE a fost numit mașina anului, în topul publicat de Wheels Magazine, iar în 1988 și 1989, W126 a fost numit „cea mai sigură mașină pentru pasageri” de către U.S. Highway Loss Data Institute. În 1990, acesta s-a clasat pe poziția a treia în topul Initial Quality Survey, realizat de J.D. Power. În 1987, 1988, 1989 și 1990, ani in care W 126 atingea cea mai amre cifră de vânzări, producătorul Mercedes-Benz a înregistrat cel mai mare index de satisfacție a clienților, conform J.D. Power.

## Realizări
Seria W 126 de automobile S-Class a fost cea mai populară serie produsă vreodată, conform numărului de bucăți produse. Perioada de producție a acesteia, de 12 ani, nu a fost depășită de nicio altă serie, nici înainte, nici după lansare. 
Continuarea producției de autovehicule W 126, în Africa de Sud până în 1994, după ce în 1991 deja Mercedes lansase noul W 140 S-Class, este dovada vie a succesului de care această serie s-a bucurat în cadrul pieței de export. Multe astfel de mașini au apărut cu regularitate în filme de succes, mult după sistarea producției. Mulți lideri mondiali ai vremii au fost văzuți conducând Mercedes-Benz W 126. Nelson Mandela a deținut un 500SE roșu. Saddam Hussein conducea un 560SEL blindat. Chiar și în prezent, multe state folosesc W 126 ca mașini oficiale, pentru transportul demnitarilor și al conducătorilor lor.

### Manuale service
- de Mercedes S-Klasse 280 S / 280 SE / 380 S / 500 SE. Reparaturanleitung series, Band 662. Zug, Switzerland: Verlag Bucheli. 2002. ISBN 9783716815854.
- de Mercedes S-Klasse Serie W126 ab September 79. Reparaturanleitung series, Band 929/930. Zug, Switzerland: Verlag Bucheli. 2012. ISBN 9783716817582.